# 塞內加爾鰺
塞內加爾鰺（学名：Caranx senegallus），为輻鰭魚綱鱸形目鱸亞目鰺科鰺屬下的一个种，屬於熱帶海水魚。

## 分類及命名
本種首先由著名的法國博物學家喬治·庫維爾於1833年根據從塞內加爾的塞內加爾河口採集的標本進行科學描述，該標本被指定為模式種。Cuvier將新物種Caranx senegallus命名為特定的加詞，指的是取自模式種的國家。該物種被獨立重新描述兩次，兩次都是奧地利動物學家Franz Steindachner。1867年，他將物種命名為Caranx macrops，而在1883年，他將其命名為Caranx africanus，沒有明顯的重新描述理由。根據ICZN命名規則，這些都被視為初級同義詞並且無效。

## 分布
本魚分布於東大西洋區，從茅利塔尼亞至安哥拉海域，深度可達200公尺。

## 特徵
本魚體呈卵形且側扁，背側輪廓比腹側輪廓稍微凸出。背鰭2個，背鰭硬棘9枚、背鰭軟條20-21枚、臀鰭硬棘3枚、臀鰭軟條17-18枚，臀鰭和背鰭軟條都有細長延伸，背葉超過頭部長度的兩倍，胸鰭是鐮刀狀的，也比頭部長。側線具有短的，強壯的前弓，在直的後部具有40至45個盾形甲鱗。眼睛有一個弱發展的脂肪眼瞼，上顎的末端延伸到眼睛中間的正下方，上下頷具有絨帽狀齒帶，有38到42個鰓耙和24個椎骨，背面是綠色到藍色，腹面是銀白色，魚鰭是透明的灰色，胸鰭和臀鰭有淡黃色調，在上部鰓緣上有黑點，體長可達100公分。

## 生態及經濟利用
本魚主要棲息在沿海海域，屬肉食性，以其他魚類及甲殼類為食，本種表現出兩性成熟年齡的差異，雄性在24公分達到性成熟，雌性在21公分達到性成熟。幾內亞比索在全年的兩個高峰期間記錄到產卵，第一次發生在2月到4月，第二次發生在9月到11月，產卵發生在淺水區，已知幼魚棲息在河口，隨著幼體的成長，幼魚會遷移回更深的海洋環境。就漁業而言，本種較不具商業價值，通常使用拖網，圍網和鉤線捕獲，以新鮮、冷凍、鹽醃和燻製販售。